# Adolphe Pégoud
Célestin Adolphe Pégoud, né à Montferrat (Isère) le 13 juin 1889 et mort à Petit-Croix (Territoire de Belfort) le 31 août 1915, est un aviateur français de la Première Guerre mondiale.

## Biographie

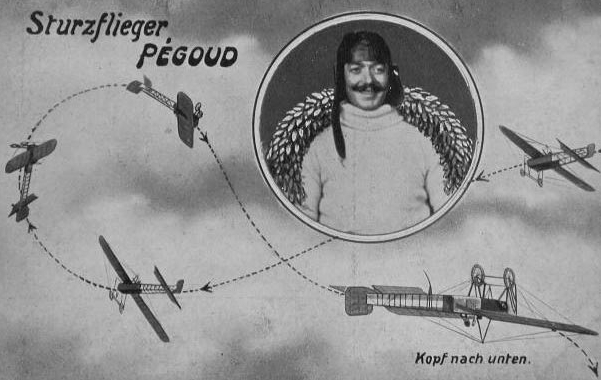
Le « looping » d'Adolphe Pégoud.
Carte postale allemande de 1913.

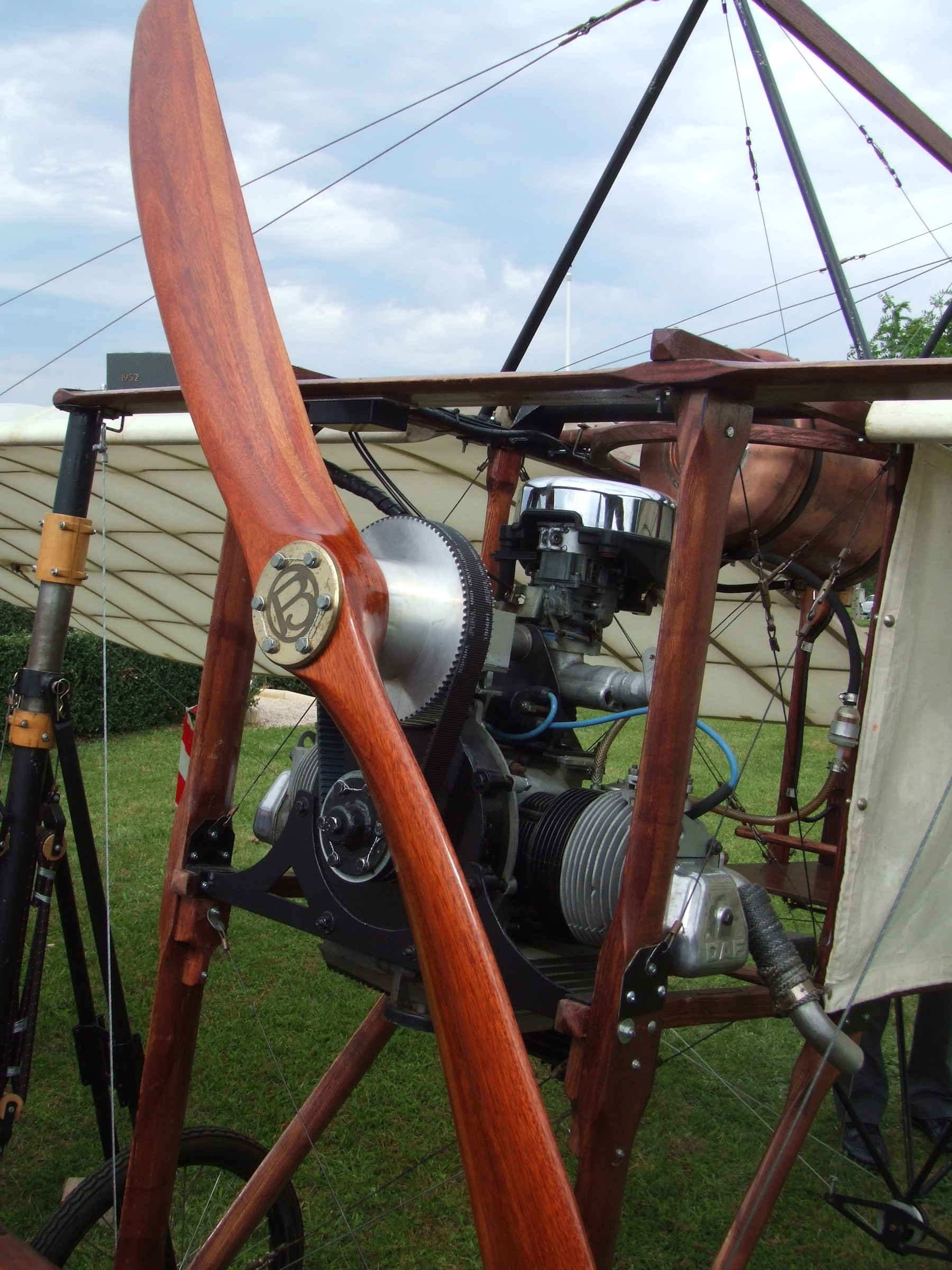
Reconstitution récente (2011) de l'avion de Pégoud.

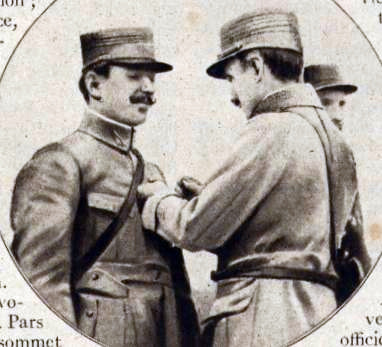
Adolphe Pégoud
recevant la croix de guerre.
Lectures pour tous, 1er mars 1917.

Troisième enfant d'une famille d'agriculteurs, ingénieux et intrépide, le jeune Célestin Adolphe Pégoud rêve d'aventure et délaisse le travail de la terre à 14 ans pour tenter sa chance à Paris. Il attend patiemment l'âge de ses 18 ans pour s'engager dans l'armée.
Il commence sa carrière militaire le 8 août 1907 comme cavalier au 5e régiment de chasseurs d'Afrique en Algérie, puis au Maroc. De retour en métropole en janvier 1909, il est affecté au 12e régiment de hussards à Gray (Haute-Saône) puis, un an plus tard, au 3e régiment d'artillerie coloniale de Toulon. C'est là qu'il fait une rencontre décisive avec le capitaine Louis Carlin, un officier passionné d'aviation. Se liant d'amitié, tous deux sont mutés au camp de Satory, près de Versailles où Pégoud fait son premier vol comme passager en octobre 1911.
De retour à la vie civile à la fin de son engagement de cinq ans en février 1913, il débute le pilotage et obtient son brevet le 1er mars 1913, il est ensuite engagé par Louis Blériot une semaine plus tard comme pilote d'essai pour tester toutes les nouvelles améliorations techniques et inventions, comme l'aéroplane à trolley devant permettre à un avion de s'arrimer à un câble tendu le long de la coque des navires.
Le 19 août 1913, il est le tout premier pilote à sauter en parachute  : parti de l'aérodrome de Châteaufort dans les Yvelines, il abandonne au-dessus du domaine de la Geneste un vieux Blériot XI sacrifié pour l'occasion. Avec l'inventeur Frédéric Bonnet qui a mis au point ce système de parachute fixé sur le fuselage, ils démontrent ainsi l'efficacité d'un tel dispositif en cas d'avarie dans les airs. À noter que ce parachute Bonnet sera également testé en 1914 avec succès par Jean Bourhis.
Pendant que l’audacieux Pégoud descend « en père peinard » (note-il dans ses propres carnets aujourd'hui disparus[réf. nécessaire]), son avion, alors livré à lui-même, forme dans le ciel de curieuses arabesques avant de s’écraser au sol. Dès cet instant, Pégoud est convaincu qu’un avion peut effectuer des manœuvres jusqu’ici impensables qui permettraient, dans bien des cas, de sauver la vie de pilotes en situations jugées désespérées, et il va le prouver.
Le 1er septembre 1913, Pégoud exécute à Juvisy-sur-Orge (Essonne), en présence de Louis Blériot, le premier vol « tête en bas » de l’histoire, sur 400 mètres. C’est un nouvel exploit qu'il réitère le lendemain, à Buc (Yvelines) sur 700 mètres devant des représentants de l’aviation civile et militaire. Quelques semaines plus tard, toujours à Buc, il réalise le 21 septembre 1913 une série de figures acrobatiques et termine son programme en « bouclant la boucle », l'un des tout premiers loopings (avec celui de Piotr Nesterov).
Dès lors, c’est la gloire. Toute la presse s’empare de l’événement. Il est acclamé, ovationné. Ses exhibitions sont plébiscitées partout en Europe jusqu’en Russie. Sa popularité est sans égale, y compris en Allemagne. Pourtant, sur le point de partir aux États-Unis faire ses démonstrations, il reçoit un ordre de mobilisation : la Première Guerre mondiale vient d’éclater.
Il est d'abord détaché à la défense de la ville de Paris (Camp retranché de Paris), et obtient sa première citation en octobre 1914 pour une mission de renseignement à Maubeuge. Le mois suivant, son avion est touché et il doit planer sur plus de 10 km pour rejoindre les lignes françaises.
Le 5 février 1915, il descend deux avions ennemis et force le troisième à atterrir côté français. En avril 1915, il est détaché à l'escadrille MS 49 à Belfort, dont il marquera à jamais de son empreinte l'histoire de l'unité. Le 18 juillet, il remporte sa sixième victoire aérienne, ce qui lui vaut une seconde citation à l'ordre de l'armée. Il devient ainsi le premier « as » de la guerre de 1914-1918.

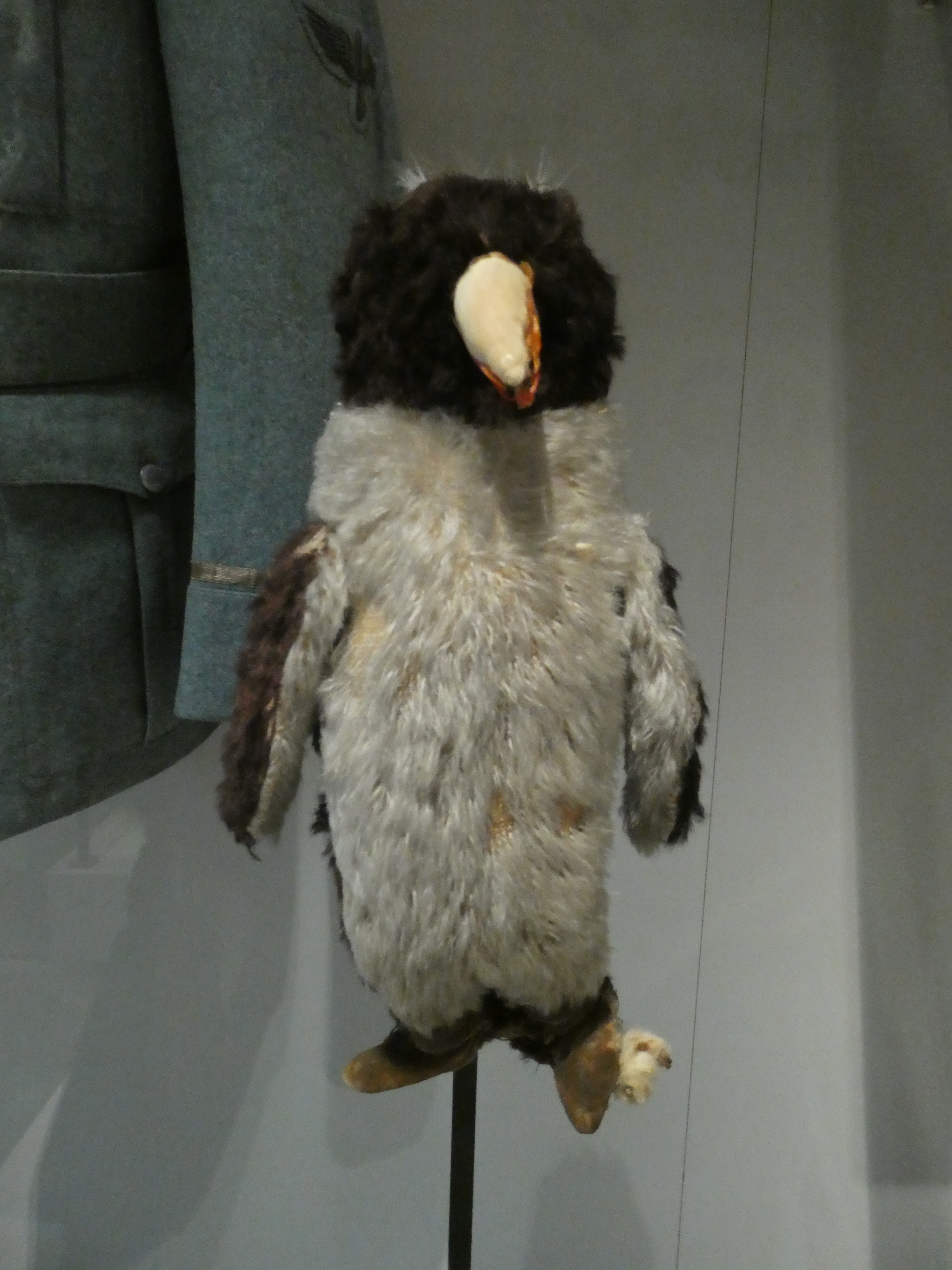
Mascotte Pingouin du pilote Adolphe Pégoud. Musée de l'Armée, Paris.

Au matin du 31 août 1915, le sous-lieutenant Célestin Adolphe Pégoud mène son dernier combat. Il est opposé seul au caporal Otto Kandulski — qui a été son élève — et au mitrailleur lieutenant Von Bilitz. Pégoud est abattu d'une balle à la tête à 2 000 m d'altitude au-dessus de Petit-Croix, à l'est de Belfort, âgé seulement de 26 ans. Il vient d'être nommé chevalier de la Légion d'honneur et de se voir attribuer la croix de guerre avec palmes. Il ne le sut jamais.
Après sa mort sa mascotte, un petit pingouin, qui ne le quittait jamais en vol, est retrouvée fixée sur le capot de l’avion. Le 6 septembre, les pilote et mitrailleur allemands reviennent sur les lieux du combat et y lancent une couronne de laurier portant l'inscription « À Pégoud, mort en héros pour sa Patrie ».
Le 18 mai 1916, le pilote français Roger Ronserail abat lors d'un combat aérien l'Allemand Otto Kandulski et venge ainsi la mort d'Adolphe Pégoud. L'exploit de Roger Ronserail lui vaut l'appellation « du vengeur de Pégoud », bien qu'Otto Kandulski se soit marié par la suite et ait eu une fille, avant de disparaître sans laisser de trace, ce qui prouve que Roger Ronserail ne l'avait pas vraiment tué.
Enterré dans un premier temps au cimetière de Petit-Croix, Adolphe Pégoud repose au cimetière du Montparnasse à Paris où sa dépouille a été transférée en octobre 1920 avec cérémonie à Notre-Dame.

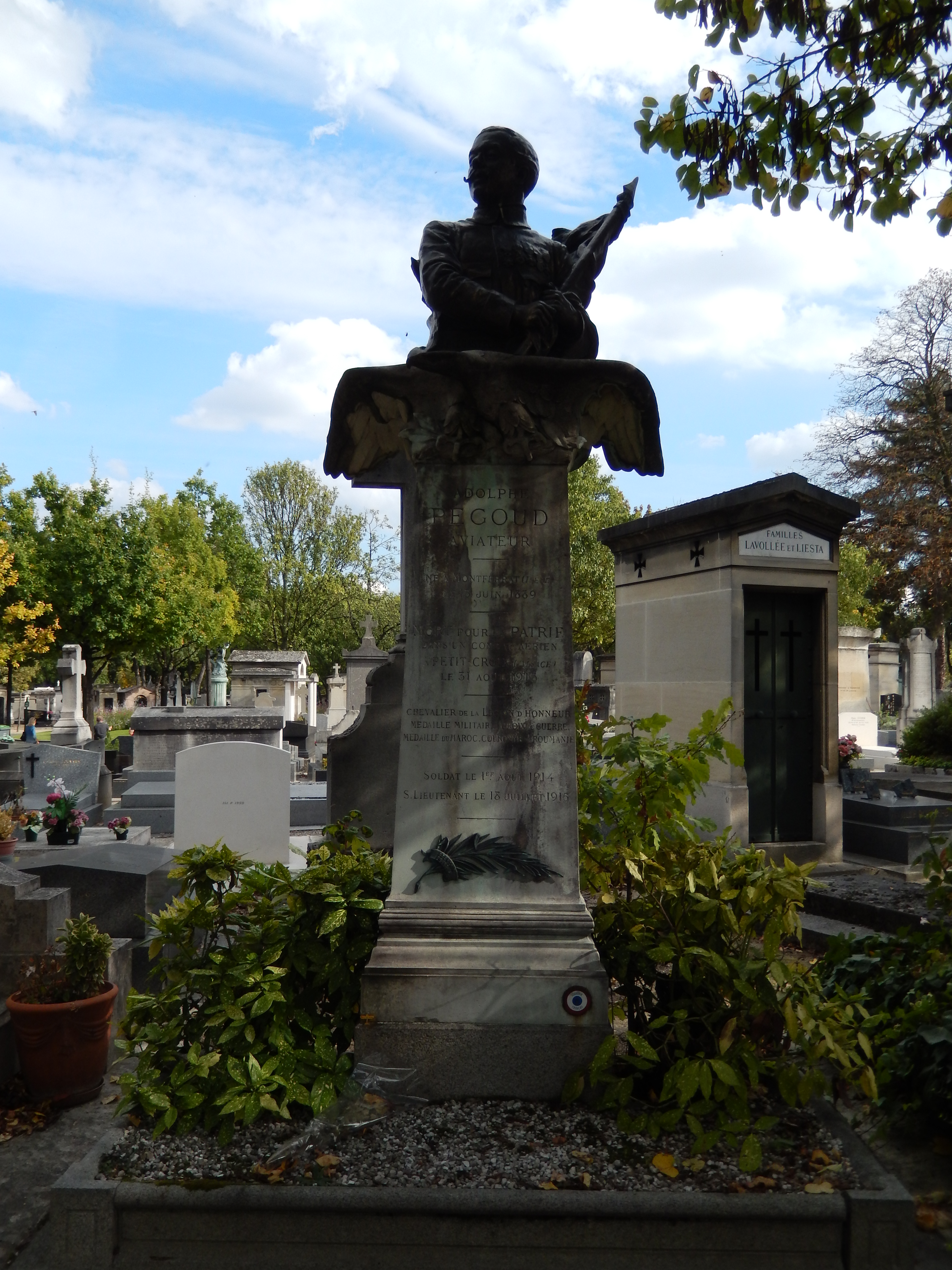
Tombe d'Adolphe Pégoud, Paris, cimetière du Montparnasse.

Un monument commémoratif est érigé le 23 septembre 1917 à l'emplacement exact où il s'est écrasé. Ce monument est transféré le 15 mai 1982 au centre du village de Petit-Croix. Montferrat, son village natal, a également fait édifier un monument à sa mémoire et une stèle au milieu du monument aux morts le célèbre.

## Affaire judiciaire
En février 1914, Pégoud doit répondre à des accusations de sabotage portées par un ancien mécanicien congédié, Adolf Freissmath, qui affirme que Pégoud a saboté le monoplan Blériot qu'il vient de vendre à l’aviateur italien Dalmistro. L'affaire est portée devant la justice qui conclut à une modification de l'appareil, qui n'est en fait qu'une remise en l'état de l'aéroplane comme il était à sa sortie d'usine Blériot.

## Distinctions et honneurs

### Décorations
Adolphe Pégoud, chevalier de la Légion d'honneur, titulaire de la médaille militaire et de la croix de guerre avec plusieurs citations à l'ordre de l'armée pour ses nombreuses victoires, est aussi décoré de la médaille commémorative du Maroc avec agrafe « Casablanca ».

#### Décorations françaises
- Chevalier de la Légion d'honneur
- Médaille militaire
- Croix de guerre 1914-1918
- Médaille commémorative du Maroc agrafe « Casablanca »

#### Décorations étrangères
- Chevalier de l’ordre de la Couronne ( Roumanie)[13]

### Hommages

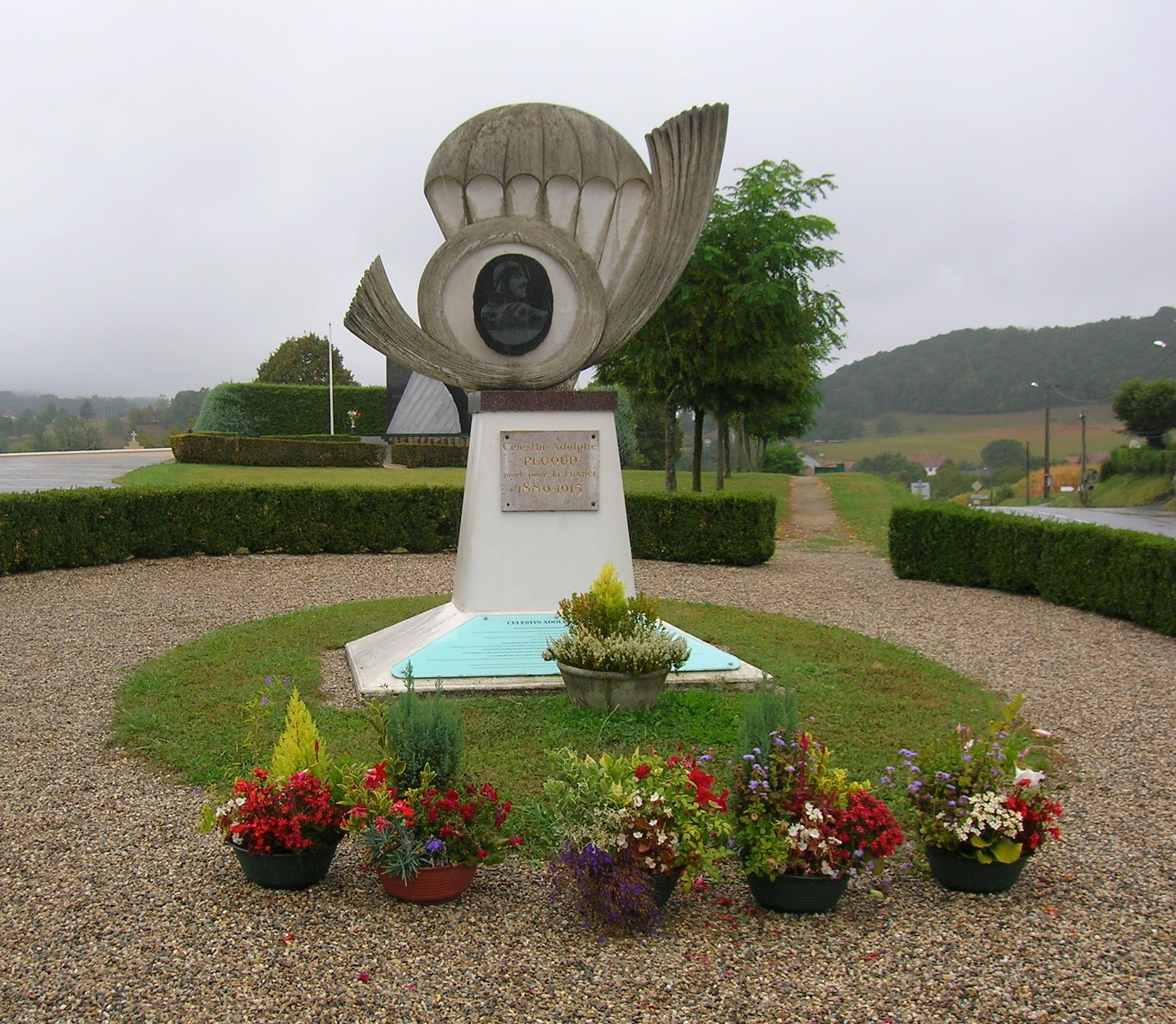
Monument à Adolphe Pégoud, Montferrat.

- Une rue de Petit-Croix (Territoire de Belfort) porte son nom ;
- Une rue de Grenoble (Isère) porte son nom ;
- Une rue de Bretteville-sur-Odon (commune près de Caen, Calvados) porte son nom, dans le quartier Koenig, ancien quartier militaire jouxtant l'aérodrome caennais ;
- une rue de Fontaine (Isère) porte son nom ;
- une rue de Villard-Bonnot (Isère) porte son nom ;
- une rue de Vélizy-Villacoublay porte son nom ;
- Une rue (allée) de Garéoult ( Var, 83136) porte son nom;
- une rue de Savigny-sur-Orge porte son nom ;
- une rue de Fontaine porte son nom ;
- une rue de Belfort porte son nom ;
- une rue du Mans (Sarthe) porte le nom de « Célestin » Pegoud (cité des pins, créée à la fin des années 1930) ;
- une rue de Séméac, en banlieue de Tarbes, porte également ce nom (même époque) ;
- une rue de Valenciennes (Nord) quartier Nungesser porte son nom;
- à Montferrat, le musée Adolphe Pégoud porte son nom et un monument commémoratif lui est dédié ;
- la promotion 2014 de l'École de l'air a pour parrain Adolphe Pégoud.
- L'association Cerap (Centre d’Etude et Réalisation Aérospaciale Pégoud) qui regroupe actuellement le planétarium et le club d’astronomie de Belfort, est nommée en son honneur.
- Un hangar d'aviation porte son nom sur le terrain d'aviation de Chaux.